# Pseudanaesthetis rufipennis
Pseudanaesthetis rufipennis är en skalbaggsart som först beskrevs av Masaki Matsushita 1933.  Pseudanaesthetis rufipennis ingår i släktet Pseudanaesthetis och familjen långhorningar.
Artens utbredningsområde är Taiwan. Inga underarter finns listade i Catalogue of Life.